# Yellow (manga)
Yellow är en fyra volymer lång yaoi-manga av Makoto Tateno, publicerad på engelska av Digital Manga Publishing. Den berättar historien om två drog-"snatchers", Taki och Goh, och framför allt om kärleken och äventyren som de delar tillsammans.
Denna manga har inte en Seme-uke-relation som vanligtvis förekommer i genren yaoi. Istället är män representerade som jämlikar avseende makt och utseende. Taki presenteras som heterosexuella medan Goh är homosexuell. I den sexuella aspekten av mangan är den främst inriktat på Gohs enträgna närmanden på Taki och Takis påföljande motvillighet. 
Titeln "Yellow" (gult på engelska) menar att representera deras relation och deras jobb på grund av färgerna i ett trafikljus: grönt betyder gå, röd betyder stopp, och gult betyder varning för risk. Mangan själv är en blandning av äventyr, romantik och hög spänning.